# Лулым (Балезинский район)
Лулы́м — бывшая деревня в Андрейшурском сельском поселении Балезинского района Удмуртии. Центр поселения — село Андрейшур.
Деревня находится на речке Лулым — правом притоке реки Кеп (впадает в неё около деревни Тукташ). Через деревню проходит грунтовая дорога соединяющая Нововолково и Пулыб.
Население — 29 человек в 1961.